# Artyleria oblężnicza

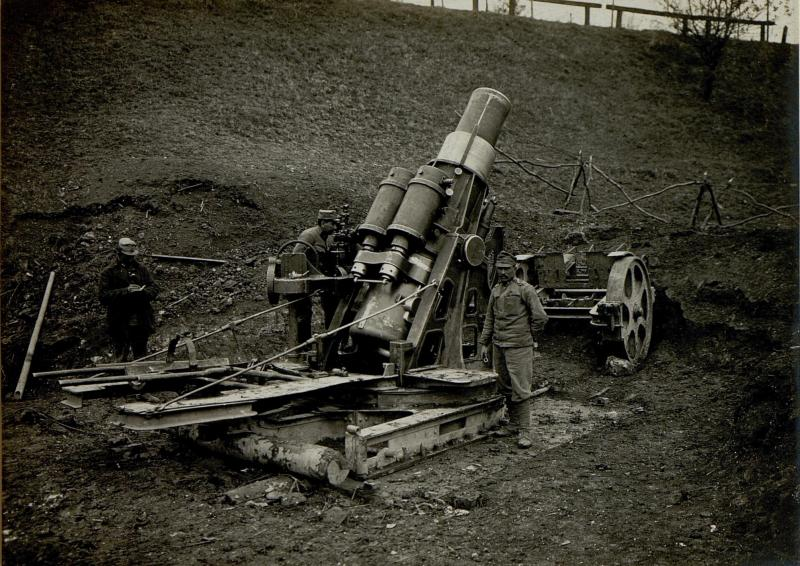
30,5 cm moździerz oblężniczy M.11 Škoda (I wojna światowa)

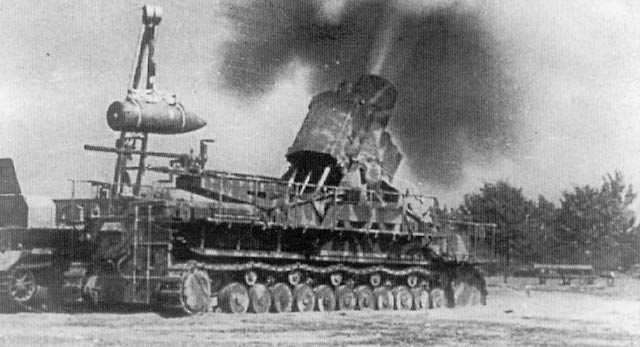
60-cm Karl Gerät 040 (II wojna światowa)

Artyleria oblężnicza – armaty, haubice i moździerze wykorzystywane przy oblężeniach różnego typu obiektów obronnych, takich jak zamki, twierdze czy forty.
Artyleria tego typu charakteryzuje się dużym kalibrem sprzętu artyleryjskiego (od 150 mm). Duży kaliber luf pozwala na rażenie obiektów fortyfikacyjnych pociskami o znacznej masie i dużej sile przebicia. Początkowo artyleria oblężnicza dysponowała działami i moździerzami gładkolufowymi ładowanymi odprzodowo (wiek XIV-XIX). Druga połowa wieku XIX to okres wprowadzenia na uzbrojenie armii dział gwintowanych i ładowanych odtylcowo. Po raz pierwszy użyto tego typu dział w czasie trwania wojny francusko-pruskiej (1870-1871). W miarę budowy coraz potężniejszych systemów fortyfikacyjnych rosła również moc i kaliber używanych do ich niszczenia środków artyleryjskich. 

## Przykłady
- z I wojny światowej 
  - austro-węgierska Škoda M.11 kalibru 305 mm
  - niemiecki M-Gerät (Gruba Berta) kalibru 420 mm (wersja polowa niekiedy określana haubicą)
- z II wojny światowej
  - niemiecki Karl Gerät 040 kalibru 600 mm
  - czechosłowacki vz. 28 kalibru 220 mm
- powojenne
  - radziecki M-240 kalibru 240 mm

Współcześnie rolę artylerii oblężniczej przejęły pociski rakietowe oraz bomby lotnicze.